# Eishockey-Weltmeisterschaft der Frauen 2023
Die 25. Eishockey-Weltmeisterschaft der Frauen der Internationalen Eishockey-Föderation IIHF waren die Eishockey-Weltmeisterschaften des Jahres 2023. Das Turnier der Top-Division fand vom 5. bis 16. April in der kanadischen Stadt Brampton in der Provinz Ontario statt. Insgesamt nahmen zwischen dem 20. Februar und dem 26. August 41 Nationalmannschaften an den sieben Turnieren der Top-Division sowie den Divisionen I, II und III teil.
Den Weltmeistertitel sicherte sich zum zehnten Mal insgesamt die Mannschaft aus den Vereinigten Staaten, die im Finale Kanada mit 6:3 besiegte. Den Bronzerang sicherte sich abermals Tschechien mit einem 3:2-Sieg über die Schweiz.  Die deutsche Mannschaft belegte den achten Rang. Das Team aus Österreich beendete das Turnier der Division IA auf dem dritten Platz.

## Teilnehmer, Austragungsorte und -zeiträume
Aufgrund des russischen Überfall auf die Ukraine war der russische Verband wie im Vorjahr von allen Turnieren ausgeschlossen. Nordkorea, das im Vorjahr wegen der COVID-19-Pandemie seine Mannschaft für das Turnier der A-Gruppe der Division II abgemeldet hatte, meldete in diesem Jahr keine Mannschaft. Hingegen kehrten Hongkong, Neuseeland und Rumänien, die im Vorjahr ebenfalls wegen der Pandemie abgesagt hatten, zurück. Auch die Ukraine, die im Vorjahr wegen des russischen Angriffskrieges abgesagt hatte, nahm wieder teil. Die Türkei zog ihre Teilnahme an der B-Gruppe der Division II aufgrund des schweren Erdbebens im Land am 15. Februar 2023 zurück.
- Top-Division: 5. bis 16. April 2023 in Brampton, Ontario, Kanada
Teilnehmer:  Deutschland,  Finnland,  Frankreich (Aufsteiger),  Japan,  Kanada (Titelverteidiger),  Schweden,  Schweiz,  Tschechien,  Ungarn,  USA

- Division I
  - Gruppe A: 20. bis 26. August 2023 in Shenzhen, Volksrepublik China
Teilnehmer:  Volksrepublik China (Aufsteiger),  Dänemark (Absteiger),  Niederlande,  Norwegen,  Österreich,  Slowakei
  - Gruppe B: 17. bis 23. April 2023 in Suwon, Südkorea
Teilnehmer:  Großbritannien (Aufsteiger),  Italien,  Kasachstan,  Polen,  Slowenien,  Südkorea

- Division II
  - Gruppe A: 2. bis 7. April 2023 in Mexiko-Stadt, Mexiko
Teilnehmer:  Republik China (Taiwan),  Island (Aufsteiger),  Lettland,  Mexiko,  Spanien

- - Gruppe B: 20. bis 26. Februar 2023 in Kapstadt, Südafrika
Teilnehmer:  Australien,  Belgien (Aufsteiger),  Kroatien,  Neuseeland (erste Teilnahme seit 2021),  Südafrika
Die  Türkei zog ihre Teilnahme an der B-Gruppe der Division II aufgrund des schweren Erdbebens im Land am 15. Februar 2023 zurück.[4]

- Division III
  - Gruppe A: 3. bis 9. April 2023 in Brașov, Rumänien
Teilnehmer:  Bulgarien,  Estland (Aufsteiger),  Hongkong (erste Teilnahme seit 2021),  Litauen,  Rumänien (erste Teilnahme seit 2021),  Ukraine (erste Teilnahme seit 2021)
  - Gruppe B: 26. bis 31. März 2023 in Tnuvot, Israel
Teilnehmer:  Bosnien und Herzegowina,  Israel,  Serbien

## Top-Division
Die Top-Division der Weltmeisterschaft wurde vom 5. bis 16. April 2023 in der kanadischen Stadt Brampton ausgetragen. Gespielt wurde im CAA Centre, das 5.000 Zuschauern Platz bietet.
Am Turnier nahmen zehn Nationalmannschaften teil, die in zwei leistungsmäßig abgestuften Gruppen zu je fünf Teams spielten. Die Gruppeneinteilung wurde auf Basis der nach Abschluss der Weltmeisterschaft 2022 aktuellen IIHF-Weltrangliste festgelegt:
| Gruppe A   | Gruppe B    |
| Kanada     | Finnland    |
| USA        | Schweden    |
| Tschechien | Ungarn      |
| Schweiz    | Deutschland |
| Japan      | Frankreich  |

### Modus
Durch die Aufstockung von acht auf zehn teilnehmende Mannschaften wird das Turnier zum vierten Mal in einem neuen Modus ausgetragen. Die zehn Teilnehmer wurden in zwei leistungsmäßig abgestufte Gruppen à fünf Mannschaften eingeteilt. Alle Mannschaften bestreiten zunächst vier Spiele, woraufhin sich nach der Vorrunde alle fünf Teams der Gruppe A sowie die drei punktbesten Mannschaften der Gruppe B für das Viertelfinale qualifizieren. Die beiden letztplatzierten Mannschaften der Gruppe B steigen in die Division IA ab.
Die Teams im Viertelfinale bestreiten je ein Qualifikationsspiel zur Halbfinalteilnahme. Die Sieger der beiden Halbfinalspiele qualifizieren sich für das Finale.

### Austragungsort
| \| Brampton \|                       |
| Austragungsort der Weltmeisterschaft |
| Brampton                             |

| Brampton |

### Vorrunde

#### Gruppe A
| 5. April 2023 15:00 Uhr (Ortszeit) | 5. April 2023 21:00 Uhr (MESZ) | USA M. Keller (9:29) A. Carpenter (14:44) A. Carpenter (21:52) T. Heise (22:43) H. Bilka (45:07) A. Murphy (54:16) H. Knight (57:09) | 7:1 (2:1, 2:0, 3:0) Spielbericht | Japan H. Toko (8:14) | CAA Centre, Brampton Zuschauer: 894 |

| 5. April 2023 19:00 Uhr | 5. April 2023 23:00 Uhr | Kanada N. Spooner (11:42) S. Nurse (14:27) R. Johnston (21:44) S. Fillier (54:07) | 4:0 (2:0, 1:0, 1:0) Spielbericht | Schweiz | CAA Centre, Brampton Zuschauer: 3.510 |

| 6. April 2023 15:00 Uhr | 6. April 2023 21:00 Uhr | Japan R. Ukita (43:14) | 1:2 n. V. (0:1, 0:0, 1:0, 0:1) Spielbericht | Tschechien D. Pejšová (19:23) K. Mrázová (63:16) | CAA Centre, Brampton Zuschauer: 568 |

| 7. April 2023 11:00 Uhr | 7. April 2023 17:00 Uhr | Schweiz R. Enzler (50:27) | 1:9 (0:4, 0:2, 1:3) Spielbericht | USA A. Murphy (0:07) C. Harvey (15:19) H. Bilka (15:42) B. Gilmore (16:56) A. Roque (28:23) A. Kessel (38:04) C. Harvey (47:45) C. Barnes (55:00) G. Hughes (59:31) | CAA Centre, Brampton Zuschauer: 2.227 |

| 7. April 2023 19:00 Uhr | 8. April 2023 1:00 Uhr | Tschechien N. Mlýnková (18:27) | 1:5 (1:2, 0:1, 0:2) Spielbericht | Kanada M.-P. Poulin (8:03) R. Fast (18:52) B. Turnbull (38:57) M.-P. Poulin (42:16) L. Stacey (54:40) | CAA Centre, Brampton Zuschauer: 4.036 |

| 8. April 2023 19:00 Uhr | 9. April 2023 1:00 Uhr | Japan | 0:5 (0:2, 0:2, 0:1) Spielbericht | Kanada B. Jenner (3:56) S. Fillier (8:03) S. Nurse (23:34) N. Spooner (38:35) S. Fillier (56:41) | CAA Centre, Brampton Zuschauer: 3.755 |

| 9. April 2023 15:00 Uhr | 9. April 2023 21:00 Uhr | USA M. Keller (6:27) H. Scamurra (16:11) L. Eden (20:45) T. Janecke (30:42) H. Knight (41:22) A. Roque (48:51) | 6:2 (2:2, 2:0, 2:0) Spielbericht | Tschechien D. Křížová (7:59) S. Čajanová (13:06) | CAA Centre, Brampton Zuschauer: 2.149 |

| 10. April 2023 15:00 Uhr | 10. April 2023 21:00 Uhr | Schweiz L. Christen (26:32) N. Vallario (26:53) A. Müller (47:57) L. Stalder (50:54) | 4:3 (0:2, 2:1, 2:0) Spielbericht | Japan R. Koyama (6:08) Y. Enomoto (11:21) A. Shiga (34:26) | CAA Centre, Brampton Zuschauer: 1.101 |

| 10. April 2023 19:00 Uhr | 11. April 2023 1:00 Uhr | Kanada S. Fillier (12:38) M.-P. Poulin (23:08) L. Stacey (57:33) J. L. Rattray (PS) | 4:3 n. P. (1:1, 1:0, 1:2, 0:0, 1:0) Spielbericht | USA H. Bilka (8:45) H. Knight (59:21) A. Kessel (59:56) | CAA Centre, Brampton Zuschauer: 4.322 |

| 11. April 2023 19:00 Uhr | 12. April 2023 1:00 Uhr | Tschechien A. Šapovalivová (0:52) M. Pejzlová (13:26) A. Mills (19:00) K. Hymlárová (39:08) T. Pištěková (42:04) | 5:2 (3:0, 1:0, 1:2) Spielbericht | Schweiz L. Stalder (40:29) A. Müller (50:08) | CAA Centre, Brampton Zuschauer: 1.119 |

| Pl. |            | Sp | S | OTS | OTN | N | Tore  | Punkte |
| 1.  | Kanada     | 4  | 3 | 1   | 0   | 0 | 18:04 | 12     |
| 2.  | USA        | 4  | 3 | 0   | 1   | 0 | 25:08 | 11     |
| 3.  | Tschechien | 4  | 1 | 1   | 0   | 2 | 10:14 | 5      |
| 4.  | Schweiz    | 4  | 1 | 0   | 0   | 3 | 07:21 | 3      |
| 5.  | Japan      | 4  | 0 | 0   | 1   | 3 | 05:18 | 1      |

Abkürzungen: Pl. = Platz, Sp = Spiele, S = Siege, OTS = Siege nach Verlängerung (Overtime) oder Penaltyschießen, OTN = Niederlagen nach Verlängerung oder Penaltyschießen, N = Niederlagen

Erläuterungen: Viertelfinalqualifikant

#### Gruppe B
| 5. April 2023 11:00 Uhr (Ortszeit) | 5. April 2023 17:00 Uhr (MESZ) | Frankreich E. Duvin (20:36) | 1:14 (0:6, 1:3, 0:5) Spielbericht | Finnland P. Nieminen (5:19) J. Nylund (6:03) E. Vesa (8:27) E. Vesa (15:37) N. Tulus (16:33) J. Liikala (18:04) J. Nylund (21:53) R. Lindstedt (23:51) N. Laitinen (30:41) V. Vainikka (42:34) V. Vainikka (48:32) P. Nieminen (51:57) J. Nylund (56:08) R. Savolainen (58:38) | CAA Centre, Brampton Zuschauer: 705 |

| 6. April 2023 11:00 Uhr | 6. April 2023 17:00 Uhr | Deutschland F. Feldmeier (18:15) L. Kluge (24:47) C. Haider (25:31) S. Voigt (33:05) C. Haider (47:21) F. Feldmeier (55:07) | 6:2 (1:1, 3:1, 2:0) Spielbericht | Schweden H. Svensson (0:10) H. Svensson (25:50) | CAA Centre, Brampton Zuschauer: 1.021 |

| 6. April 2023 19:00 Uhr | 7. April 2023 1:00 Uhr | Frankreich E. Duvin (42:59) A. Locatelli (48:07) | 2:4 (0:2, 0:1, 2:1) Spielbericht | Ungarn A. Huszák (5:46) R. Metzler (11:41) A. Huszák (37:50) R. Dabasi (52:40) | CAA Centre, Brampton Zuschauer: 1.072 |

| 7. April 2023 15:00 Uhr | 7. April 2023 21:00 Uhr | Finnland R. Lindstedt (13:18) E. Vesa (15:59) V. Vainikka (28:39) | 3:0 (2:0, 1:0, 0:0) Spielbericht | Deutschland | CAA Centre, Brampton Zuschauer: 1.532 |

| 8. April 2023 11:00 Uhr | 8. April 2023 17:00 Uhr | Schweden L. Ljungblom (3:00) L. Ljungblom (6:13) L. Ljungblom (13:08) L. Andersson (14:58) L. Ljungblom (24:44) H. Svensson (51:54) | 6:2 (4:2, 1:0, 1:0) Spielbericht | Ungarn M. Seregély (7:27) R. Dabasi (8:57) | CAA Centre, Brampton Zuschauer: 1.337 |

| 9. April 2023 11:00 Uhr | 9. April 2023 17:00 Uhr | Finnland V. Vainikka (43:42) R. Savolainen (46:06) P. Nieminen (47:51) R. Savolainen (58:34) | 4:2 (0:0, 0:2, 4:0) Spielbericht | Schweden H. Thuvik (21:08) M. Jungåker (38:59) | CAA Centre, Brampton Zuschauer: 1.919 |

| 9. April 2023 19:00 Uhr | 10. April 2023 1:00 Uhr | Deutschland C. Haider (15:49) N. Eisenschmid (20:28) N. Jobst-Smith (50:39) | 3:0 (1:0, 1:0, 1:0) Spielbericht | Frankreich | CAA Centre, Brampton Zuschauer: 1.020 |

| 10. April 2023 11:00 Uhr | 10. April 2023 17:00 Uhr | Ungarn | 0:5 (0:1, 0:3, 0:1) Spielbericht | Finnland N. Laitinen (11:26) J. Hiirikoski (22:12) J. Nylund (36:15) E. Vesa (36:21) R. Savolainen (59:47) | CAA Centre, Brampton Zuschauer: 1.073 |

| 11. April 2023 11:00 Uhr | 11. April 2023 17:00 Uhr | Ungarn R. Dabasi (20:49) | 1:2 (0:2, 1:0, 0:0) Spielbericht | Deutschland R. Hark (10:34) N. Eisenschmid (19:25) | CAA Centre, Brampton Zuschauer: 1.232 |

| 11. April 2023 15:00 Uhr | 11. April 2023 21:00 Uhr | Schweden H. Olsson (6:49) S. Lundin (9:22) H. Olsson (18:27) H. Olsson (26:02) L. Ljungblom (29:12) H. Olsson (33:17) L. Ljungblom (35:53) H. Svensson (45:38) | 8:2 (3:0, 4:0, 1:2) Spielbericht | Frankreich J. Barbirati (48:43) L. Baudrit (50:05) | CAA Centre, Brampton Zuschauer: 702 |

| Pl. |             | Sp | S | OTS | OTN | N | Tore  | Punkte |
| 1.  | Finnland    | 4  | 4 | 0   | 0   | 0 | 26:03 | 12     |
| 2.  | Deutschland | 4  | 3 | 0   | 0   | 1 | 11:06 | 9      |
| 3.  | Schweden    | 4  | 2 | 0   | 0   | 2 | 18:14 | 6      |
| 4.  | Ungarn      | 4  | 1 | 0   | 0   | 3 | 07:15 | 3      |
| 5.  | Frankreich  | 4  | 0 | 0   | 0   | 4 | 05:29 | 0      |

Abkürzungen: Pl. = Platz, Sp = Spiele, S = Siege, OTS = Siege nach Verlängerung (Overtime) oder Penaltyschießen, OTN = Niederlagen nach Verlängerung oder Penaltyschießen, N = Niederlagen

Erläuterungen: Viertelfinalqualifikant, Absteiger in die Division IA

### Finalrunde
|  | Viertelfinale                                          | Viertelfinale | Viertelfinale |    | Halbfinale | Halbfinale | Halbfinale       |            |   | Finale | Finale | Finale |
|  |                                                        |               |               |    |            |            |                  |            |   |        |        |        |
|  | A1                                                     | Kanada        | 3             |    |            |            |                  |            |   |        |        |        |
|  | B3                                                     | Schweden      | 2             |    |            |            |                  |            |   |        |        |        |
|  | B3                                                     | Schweden      | 2             | A1 | Kanada     | 5          |                  |            |   |        |        |        |
|  |                                                        |               |               | A1 | Kanada     | 5          |                  |            |   |        |        |        |
|  | A4                                                     | Schweiz       | 1             |    |            |            |                  |            |   |        |        |        |
|  | A4                                                     | Schweiz       | 1             | A2 | USA        | 3          |                  |            |   |        |        |        |
|  |                                                        |               |               | A2 | USA        | 3          |                  |            |   |        |        |        |
|  | B2                                                     | Deutschland   | 0             |    |            |            |                  |            |   |        |        |        |
|  | B2                                                     | Deutschland   | 0             | A1 | Kanada     | 3          |                  |            |   |        |        |        |
|  | (Die Teams werden nach dem Viertelfinale neu gesetzt.) |               |               | A1 | Kanada     | 3          |                  |            |   |        |        |        |
|  |                                                        | A2            | USA           | 6  |            |            |                  |            |   |        |        |        |
|  | A3                                                     | A2            | USA           | 6  | Tschechien | 2          |                  |            |   |        |        |        |
|  | A3                                                     |               |               |    | Tschechien | 2          |                  |            |   |        |        |        |
|  | B1                                                     | Finnland      | 1             |    |            |            |                  |            |   |        |        |        |
|  | B1                                                     | Finnland      | 1             | A2 | USA        | 9          |                  |            |   |        |        |        |
|  |                                                        |               |               | A2 | USA        | 9          | Spiel um Platz 3 |            |   |        |        |        |
|  | A3                                                     | Tschechien    | 1             |    |            |            |                  |            |   |        |        |        |
|  | A3                                                     | Tschechien    | 1             | A4 | Schweiz    | 5          | A3               | Tschechien | 3 |        |        |        |
|  |                                                        |               |               | A4 | Schweiz    | 5          | A3               | Tschechien | 3 |        |        |        |
|  | A5                                                     | Japan         | 1             | A4 | Schweiz    | 2          |                  |            |   |        |        |        |

#### Viertelfinale
| 13. April 2023 10:00 Uhr (Ortszeit) | 13. April 2023 16:00 Uhr (MESZ) | Tschechien N. Mlýnková (26:46) K. Mrázová (27:35) | 2:1 (0:1, 2:0, 0:0) Spielbericht | Finnland V. Vainikka (15:18) | CAA Centre, Brampton Zuschauer: 1.034 |

| 13. April 2023 13:30 Uhr | 13. April 2023 19:30 Uhr | USA A. Kessel (19:05) H. Bilka (32:39) A. Murphy (47:56) | 3:0 (1:0, 1:0, 1:0) Spielbericht | Deutschland | CAA Centre, Brampton Zuschauer: 1.375 |

| 13. April 2023 17:00 Uhr | 13. April 2023 23:00 Uhr | Kanada B. Turnbull (8:20) S. Nurse (33:01) S. Nurse (64:26) | 3:2 n. V. (1:0, 1:1, 0:1, 1:0) Spielbericht | Schweden L. Ljungblom (38:37) H. Svensson (59:50) | CAA Centre, Brampton Zuschauer: 4.019 |

| 13. April 2023 20:30 Uhr | 14. April 2023 2:30 Uhr | Schweiz L. Christen (18:22) A. Müller (20:29) L. Stalder (24:26) R. Enzler (26:10) R. Enzler (48:29) | 5:1 (1:1, 3:0, 1:0) Spielbericht | Japan H. Toko (8:17) | CAA Centre, Brampton Zuschauer: 1.344 |

#### Platzierungsrunde
| 14. April 2023 15:00 Uhr | 14. April 2023 21:00 Uhr | Finnland J. Nylund (10:33) P. Nieminen (20:35) P. Nieminen (25:31) P. Nieminen (28:50) J. Liikala (45:11) J. Hiirikoski (48:17) E. Vesa (49:19) N. Laitinen (59:45) | 8:2 (1:1, 3:1, 4:0) Spielbericht | Deutschland S. Weidenfelder (10:17) T. Wagner (21:49) | CAA Centre, Brampton Zuschauer: 679 |

| 14. April 2023 19:00 Uhr | 15. April 2023 1:00 Uhr | Japan | 0:1 (0:1, 0:0, 0:0) Spielbericht | Schweden J. Bouveng (9:06) | CAA Centre, Brampton Zuschauer: 976 |

#### Halbfinale
| 15. April 2023 12:00 Uhr | 15. April 2023 18:00 Uhr | USA A. Kessel (11:30) H. Knight (24:22) H. Knight (25:57) A. Murphy (28:13) A. Roque (35:00) A. Kessel (38:19) T. Janecke (42:50) T. Janecke (47:11) C. Harvey (54:08) | 9:1 (1:0, 5:1, 3:0) Spielbericht | Tschechien A. Šapovalivová (31:31) | CAA Centre, Brampton Zuschauer: 2.663 |

| 15. April 2023 16:00 Uhr | 15. April 2023 22:00 Uhr | Kanada S. Fillier (31:06) S. Fillier (37:04) J. L. Rattray (43:48) S. Fillier (55:04) R. Johnston (59:59) | 5:1 (0:0, 2:0, 3:1) Spielbericht | Schweiz A. Müller (57:56) | CAA Centre, Brampton Zuschauer: 4.235 |

#### Spiel um Platz 5
| 16. April 2023 9:00 Uhr | 16. April 2023 15:00 Uhr | Finnland J. Hiirikoski (10:12) K. Yrjänen (26:48) N. Tulus (57:10) | 3:1 (1:1, 1:0, 1:0) Spielbericht | Schweden A. Kjellbin (0:48) | CAA Centre, Brampton Zuschauer: 956 |

#### Spiel um Platz 3
| 16. April 2023 15:00 Uhr | 16. April 2023 21:00 Uhr | Tschechien D. Křížová (11:46) M. Pejzlová (14:31) D. Křížová (37:16) | 3:2 (2:1, 1:1, 0:0) Spielbericht | Schweiz L. Stalder (11:15) L. Lutz (28:09) | CAA Centre, Brampton Zuschauer: 2.162 |

#### Finale
| 16. April 2023 19:00 Uhr | 17. April 2023 1:00 Uhr | Kanada M.-P. Poulin (06:23) B. Jenner (25:03) B. Jenner (29:39) | 3:6 (1:1, 2:1, 0:4) Spielbericht | USA A. Murphy (18:01) H. Knight (28:30) C. Harvey (45:40) H. Knight (56:50) H. Knight (57:17) C. Barnes (58:02) | CAA Centre, Brampton Zuschauer: 4.635 |

### Statistik

#### Beste Scorerinnen
Abkürzungen: Sp = Spiele, T = Tore, V = Assists, Pkt = Punkte, +/− = Plus/Minus, SM = Strafminuten; Fett: Turnierbestwert
| Spieler          | Mannschaft | Sp | T | V  | Pkt | +/− | SM |
| ---------------- | ---------- | -- | - | -- | --- | --- | -- |
| Caroline Harvey  | USA        | 7  | 4 | 10 | 14  | +14 | 6  |
| Petra Nieminen   | Finnland   | 7  | 6 | 7  | 13  | +7  | 2  |
| Hilary Knight    | USA        | 7  | 8 | 4  | 12  | +7  | 6  |
| Taylor Heise     | USA        | 7  | 1 | 11 | 12  | +9  | 6  |
| Sarah Fillier    | Kanada     | 7  | 7 | 4  | 11  | +9  | 2  |
| Hilda Svensson   | Schweden   | 7  | 5 | 6  | 11  | +8  | 2  |
| Hanna Olsson     | Schweden   | 7  | 4 | 7  | 11  | +9  | 4  |
| Lara Stalder     | Schweiz    | 7  | 4 | 7  | 11  | +1  | 35 |
| Jenni Hiirikoski | Finnland   | 7  | 3 | 8  | 11  | +6  | 2  |
| Lina Ljungblom   | Schweden   | 7  | 7 | 3  | 10  | +6  | 6  |

#### Beste Torhüterinnen
Abkürzungen: Sp = Spiele, Min = Eiszeit (in Minuten), GT = Gegentore, SO = Shutouts, Sv% = gehaltene Schüsse (in %), GTS = Gegentorschnitt; Fett: Turnierbestwert
| Spieler           | Mannschaft  | Sp | Min    | SaT | GT | GTS  | SVS | Sv%   | SO |
| ----------------- | ----------- | -- | ------ | --- | -- | ---- | --- | ----- | -- |
| Sanni Ahola       | Finnland    | 3  | 179:39 | 46  | 2  | 0,67 | 60  | 95,65 | 1  |
| Aerin Frankel     | USA         | 6  | 364:01 | 132 | 9  | 1,48 | 99  | 93,18 | 1  |
| Sandra Abstreiter | Deutschland | 5  | 288:39 | 182 | 13 | 2,70 | 169 | 92,86 | 1  |
| Emma Söderberg    | Schweden    | 5  | 301:47 | 170 | 13 | 2,58 | 118 | 92,35 | 1  |
| Anni Keisala      | Finnland    | 4  | 237:01 | 75  | 6  | 1,52 | 69  | 92,00 | 1  |

### Abschlussplatzierungen
Die Platzierungen ergaben sich nach folgenden Kriterien:
- Plätze 1 bis 4: Ergebnisse im Finale sowie im Spiel um Platz 3
- Plätze 5 bis 6: Ergebnisse im  Spiel um Platz 5
- Plätze 7 bis 8 (Verlierer der Platzierungsspiele): nach Gruppenzugehörigkeit, dann Platzierung, dann Punkten, dann Tordifferenz in der Vorrunde
- Plätze 9 bis 10: nach Platzierung in der Vorrunde

| Pl. | Team        |
| --- | ----------- |
| 1   | USA         |
| 2   | Kanada      |
| 3   | Tschechien  |
| 4   | Schweiz     |
| 5   | Finnland    |
| 6   | Schweden    |
| 7   | Japan       |
| 8   | Deutschland |
| 9   | Ungarn      |
| 10  | Frankreich  |

### Titel, Auf- und Abstieg
| Weltmeister USA | Cayla Barnes, Hannah Bilka, Alex Carpenter, Lacey Eden, Aerin Frankel, Becca Gilmore, Rory Guilday, Savannah Harmon, Caroline Harvey, Taylor Heise, Nicole Hensley, Gabrielle Hughes, Tessa Janecke, Megan Keller, Amanda Kessel, Hilary Knight, Abbey Levy, Abbey Murphy, Kelly Pannek, Abby Roque, Hayley Scamurra, Lee Stecklein, Haley Winn Cheftrainer: John Wroblewski Assistenztrainer: Shari Dickerman, Brent Hill, Josh Sciba |

| Silber Kanada | Erin Ambrose, Jaime Bourbonnais, Kristen Campbell, Emily Clark, Ann-Renée Desbiens, Renata Fast, Sarah Fillier, Brianne Jenner, Rebecca Johnston, Jocelyne Larocque, Emma Maltais, Emerance Maschmeyer, Sarah Nurse, Kristin O’Neill, Marie-Philip Poulin, Jamie Lee Rattray, Danielle Serdachny, Ella Shelton, Natalie Spooner, Laura Stacey, Claire Thompson, Blayre Turnbull, Micah Zandee-Hart Cheftrainer: Troy Ryan Assistenztrainer: Kori Cheverie, Doug Derraugh, Caroline Ouellette |

| Bronze Tschechien | Sára Čajanová, Michaela Hesová, Klára Hymlárová, Klára Jandušíková, Karolína Kosinová, Denisa Křížová, Dominika Lásková, Alena Mills, Natálie Mlýnková, Kateřina Mrázová, Noemi Neubauerová, Kristýna Pátková, Daniela Pejšová, Michaela Pejzlová, Tereza Pištěková, Tereza Plosová, Vendula Přibylová, Adéla Šapovalivová, Blanka Škodová, Aneta Tejralová, Andrea Trnková, Tereza Vanišová, Kateřina Zechovská Cheftrainer: Carla MacLeod Assistenztrainer: Dušan Andrašovský, Jakub Peslar |

| Absteiger in die Division IA:   | Ungarn, Frankreich            |
| Aufsteiger in die Top-Division: | Volksrepublik China, Dänemark |

### Auszeichnungen
Spielertrophäen
| Auszeichnung          | Spieler            | Team   |
| --------------------- | ------------------ | ------ |
| Beste Torhüterin      | Ann-Renée Desbiens | Kanada |
| Beste Verteidigerin   | Caroline Harvey    | USA    |
| Beste Stürmerin       | Sarah Fillier      | Kanada |
| Wertvollste Spielerin | Sarah Fillier      | Kanada |

All-Star-Team
| Angriff:      | Sarah Fillier – Marie-Philip Poulin – Petra Nieminen |
| Verteidigung: | Caroline Harvey – Renata Fast                        |
| Tor:          | Emma Söderberg                                       |

## Division I

### Gruppe A in Shenzhen, Volksrepublik China
Das Turnier der Gruppe A der Division I wurde vom 20. bis zum 26. August 2023 in der chinesischen Metropole Shenzhen ausgetragen.  Aufgrund von Reisebeschränkungen und Testanforderungen zur Bekämpfung der COVID-19-Pandemie entschied sich die IIHF im März für eine Verschiebung des für den 11. bis 17. April geplante Turnier in den August. Die Spiele fanden im 18.000 Zuschauer fassenden Universiade Center des Shenzhen Bay Sports Center statt. Insgesamt besuchten 65.408 Zuschauer die 15 Turnierspiele, was einem Schnitt von 4.360 pro Partie entspricht.
| 20. August 2023 13:00 Uhr (Ortszeit) | 20. August 2023 7:00 Uhr (MESZ) | Niederlande S. Wielenga (35:38) | 1:6 (0:2, 1:1, 0:3) Spielbericht | Dänemark L. Friis-Hansen (3:29) S. Skriver (7:09) J. Jakobsen (32:15) S. Glud (46:05) S. Skriver (48:27) M. Peters (53:55) | Shenzhen Universiade Center, Shenzhen Zuschauer: 3.100 |

| 20. August 2023 16:30 Uhr | 20. August 2023 10:30 Uhr | Österreich T. Grascher (7:04) T. Grascher (19:18) A. Meixner (31:35) A. Meixner (39:34) | 4:0 (2:0, 2:0, 0:0) Spielbericht | Norwegen | Shenzhen Universiade Center, Shenzhen Zuschauer: 2.800 |

| 20. August 2023 20:00 Uhr | 20. August 2023 14:00 Uhr | Volksrepublik China Kong M. (38:32) | 1:0 (0:0, 1:0, 0:0) Spielbericht | Slowakei | Shenzhen Universiade Center, Shenzhen Zuschauer: 6.673 |

| 21. August 2023 13:00 Uhr | 21. August 2023 7:00 Uhr | Dänemark | 0:1 (0:0, 0:1, 0:0) Spielbericht | Österreich A. Meixner (31:05) | Shenzhen Universiade Center, Shenzhen Zuschauer: 2.355 |

| 21. August 2023 16:30 Uhr | 21. August 2023 10:30 Uhr | Slowakei | 0:3 (0:0, 0:2, 0:1) Spielbericht | Niederlande E. de Jong (23:58) S. Wielenga (26:58) B. van Nes (48:16) | Shenzhen Universiade Center, Shenzhen Zuschauer: 2.670 |

| 21. August 2023 20:00 | 21. August 2023 14:00 Uhr | Norwegen E. Bergesen (8:26) M. Sirum (23:02) E. Kruse (43:18) | 3:5 (1:0, 1:3, 1:2) Spielbericht | Volksrepublik China K. Betinol (30:15) Kong M. (31:23) Fang X. (36:50) Kong M. (48:45) A. Segedi (58:00) | Shenzhen Universiade Center, Shenzhen Zuschauer: 7.132 |

| 23. August 2023 13:00 Uhr | 23. August 2023 7:00 Uhr | Norwegen T. Jørgensen (19:01) E. Kruse (44:14) M. Fischer (44:42) J. Biseth Engmann (59:17) | 4:2 (1:0, 0:2, 3:0) Spielbericht | Slowakei S. Bednárik (25:12) T. Korenková (34:16) | Shenzhen Universiade Center, Shenzhen Zuschauer: 2.350 |

| 23. August 2023 16:30 Uhr | 23. August 2023 10:30 Uhr | Niederlande S. Wielenga (27:23) B. van Nes (55:23) | 2:1 (0:0, 1:1, 1:0) Spielbericht | Österreich C. Wittich (35:44) | Shenzhen Universiade Center, Shenzhen Zuschauer: 2.730 |

| 23. August 2023 20:00 Uhr | 23. August 2023 14:00 Uhr | Dänemark N. Jensen (23:17) N. Jensen (54:16) | 2:4 (0:3, 1:0, 1:1) Spielbericht | Volksrepublik China Guan Y. (1:53) Wang J. (12:30) A. Segedi (19:53) Fang X. (53:04) | Shenzhen Universiade Center, Shenzhen Zuschauer: 7.631 |

| 24. August 2023 13:00 Uhr | 24. August 2023 7:00 Uhr | Norwegen M. Sirum (3:28) M. Sirum (24:16) M. Sirum (25:29) | 3:6 (1:1, 2:3, 0:2) Spielbericht | Niederlande B. Strople (10:19) A. Seppenwolde (29:49) K. Hamers (31:33) H. Huisman (33:13) B. van Nes (44:51) B. van Nes (59:37) | Shenzhen Universiade Center, Shenzhen Zuschauer: 2.415 |

| 24. August 2023 16:30 Uhr | 24. August 2023 10:30 Uhr | Slowakei B. Kapičáková (3:54) | 1:2 (1:1, 0:0, 0:1) Spielbericht | Dänemark N. Jensen (18:05) J. Jakobsen (45:49) | Shenzhen Universiade Center, Shenzhen Zuschauer: 2.530 |

| 24. August 2023 20:00 Uhr | 24. August 2023 14:00 Uhr | Österreich | 0:2 (0:0, 0:1, 0:1) Spielbericht | Volksrepublik China L. Lum (34:03) J. Wong (59:48) | Shenzhen Universiade Center, Shenzhen Zuschauer: 7.920 |

| 26. August 2023 13:00 Uhr | 26. August 2023 7:00 Uhr | Slowakei N. Rumanová (56:22) | 1:2 (0:0, 0:1, 1:1) Spielbericht | Österreich A. Fazokas (34:40) T. Grascher (44:32) | Shenzhen Universiade Center, Shenzhen Zuschauer: 2.057 |

| 26. August 2023 16:30 Uhr | 26. August 2023 10:30 Uhr | Dänemark J. Jakobsen (3:10) S. Glud (10:44) L. Friis-Hansen (43:38) M. Peters (58:18) | 4:1 (2:0, 0:1, 2:0) Spielbericht | Norwegen M. Sirum (21:02) | Shenzhen Universiade Center, Shenzhen Zuschauer: 2.957 |

| 26. August 2023 20:00 Uhr | 26. August 2023 14:00 Uhr | Volksrepublik China Kong M. (16:27) K. Betinol (43:58) | 2:1 (1:0, 0:1, 1:0) Spielbericht | Niederlande A. Seppenwolde (28:03) | Shenzhen Universiade Center, Shenzhen Zuschauer: 10.088 |

| Pl. |                     | Sp | S | OTS | OTN | N | Tore  | Punkte |
| 1.  | Volksrepublik China | 5  | 5 | 0   | 0   | 0 | 14:06 | 15     |
| 2.  | Dänemark            | 5  | 3 | 0   | 0   | 2 | 14:08 | 9      |
| 3.  | Österreich          | 5  | 3 | 0   | 0   | 2 | 08:05 | 9      |
| 4.  | Niederlande         | 5  | 3 | 0   | 0   | 2 | 13:12 | 9      |
| 5.  | Norwegen            | 5  | 1 | 0   | 0   | 4 | 11:21 | 3      |
| 6.  | Slowakei            | 5  | 0 | 0   | 0   | 5 | 04:12 | 0      |

Abkürzungen: Pl. = Platz, Sp = Spiele, S = Siege, OTS = Siege nach Verlängerung (Overtime) oder Penaltyschießen, OTN = Niederlagen nach Verlängerung oder Penaltyschießen, N = Niederlagen

Erläuterungen: Aufsteiger in die Top-Division, Absteiger in die Division IB

#### Division-IA-Aufstiegsmannschaften
| Division-IA-Aufsteiger Volksrepublik China | Kassy Betinol, Tia Chan, Du Sijia, Anna Fairman, Fang Xin, Guan Yingying, Kong Minghui, Li Qianhua, Rachel Llanes, Leah Lum, Qu Yue, Anna Segedi, Wang Jiaxin, Wen Lu, Jessica Wong, Madison Woo, Wu Sijia, Yu Baiwei, Grace Zhan, Zhang Mengying, Zhao Qinan, Zhu Rui Cheftrainer: Scott Spencer                                                                                                  |
| Division-IA-Aufsteiger Dänemark            | Hannah Aldous, Amalie Andersen, Josephine Asperup, Caroline Bjergstad, Michele Brix, Frederikke Foss, Lilli Friis-Hansen, Silke Glud, Josefine Jakobsen, Nicoline Jensen, Frida Kielstrup, Simone Mørch, Emma-Sofie Nordström, Julie Oksbjerg, Maria Peters, Silja Rasmussen, Amanda Refsgaard, Emma Russell, Sofie Skott, Sofia Skriver, Mille Sørensen, Sarah Stauning Cheftrainer: Björn Edlund |

### Gruppe B in Suwon, Südkorea
Das Turnier der Gruppe B der Division I wurde vom 17. bis 23. April 2023 im südkoreanischen Suwon ausgetragen. Die Spiele fanden im Suwon Ice Rink statt. Insgesamt besuchten 8.093 Zuschauer die 15 Turnierspiele, was einem Schnitt von 539 pro Partie entspricht.
Die gastgebenden Südkoreanerinnen setzten ihren Aufwärtstrend fort und stiegen erstmals in die Division IA auf. Es war bereits der dritte Aufstieg in den zurückliegenden zehn Jahren ohne zwischenzeitlich abgestiegen zu sein. Die kasachischen Frauen standen nach vier Niederlagen aus den ersten vier Spielen bereits vorzeitig als Absteiger fest und mussten erstmals seit 2015 wieder in der Division II absteigen.
| 17. April 2023 12:15 Uhr (Ortszeit) | 17. April 2023 5:15 Uhr (MESZ) | Großbritannien K. Henry (49:00) | 1:0 (0:0, 0:0, 1:0) Spielbericht | Kasachstan | Suwon Ice Rink, Suwon Zuschauer: 35 |

| 17. April 2023 15:45 Uhr | 17. April 2023 8:45 Uhr | Slowenien | 0:2 (0:0, 0:1, 0:1) Spielbericht | Polen M. Brzezińska (22:20) T. Onyshchenko (42:08) | Suwon Ice Rink, Suwon Zuschauer: 50 |

| 17. April 2023 19:15 Uhr | 17. April 2023 12:15 Uhr | Südkorea Lee E.-j. (22:49) Kim H.-w. (61:16) | 2:1 n. V. (0:0, 1:1, 0:0, 1:0) Spielbericht | Italien C. Furlani (24:24) | Suwon Ice Rink, Suwon Zuschauer: 650 |

| 18. April 2023 12:15 Uhr | 18. April 2023 5:15 Uhr | Kasachstan A. Golotwina (45:21) | 1:2 (0:1, 0:0, 1:1) Spielbericht | Slowenien S. Confidenti (3:10) P. Pren (45:08) | Suwon Ice Rink, Suwon Zuschauer: 30 |

| 18. April 2023 15:45 Uhr | 18. April 2023 8:45 Uhr | Italien A. Caumo (21:14) M. Fantin (52:01) | 2:0 (0:0, 1:0, 1:0) Spielbericht | Großbritannien | Suwon Ice Rink, Suwon Zuschauer: 60 |

| 18. April 2023 19:15 Uhr | 18. April 2023 12:15 Uhr | Polen | 0:4 (0:1, 0:2, 0:1) Spielbericht | Südkorea Park C.-l. (16:25) Kim H.-w. (29:43) Choi J.-y. (33:07) Han S.-j. (42:58) | Suwon Ice Rink, Suwon Zuschauer: 1.000 |

| 20. April 2023 12:15 Uhr | 20. April 2023 5:15 Uhr | Polen W. Gogoc (40:46) W. Sikorska (58:54) | 2:1 (0:0, 0:1, 2:0) Spielbericht | Großbritannien B. Hill (29:11) | Suwon Ice Rink, Suwon Zuschauer: 23 |

| 20. April 2023 15:45 Uhr | 20. April 2023 8:45 Uhr | Italien A. Varano (15:18) A. Abatangelo (30:44) M. Campo Batagin (38:09) | 3:0 (1:0, 2:0, 0:0) Spielbericht | Kasachstan | Suwon Ice Rink, Suwon Zuschauer: 295 |

| 20. April 2023 19:15 Uhr | 20. April 2023 12:15 Uhr | Slowenien S. Confidenti (5:41) S. Confidenti (49:15) | 2:4 (1:1, 0:1, 1:2) Spielbericht | Südkorea Han S.-j. (8:26) Lee E.-j. (27:29) Park J.-a. (44:12) Lee E.-j. (47:41) | Suwon Ice Rink, Suwon Zuschauer: 1.250 |

| 22. April 2023 12:15 Uhr | 22. April 2023 5:15 Uhr | Italien S. Gius (6:13) F. Stocker (6:56) B. Larger (18:26) R. Roccella (27:22) | 4:2 (3:1, 1:1, 0:0) Spielbericht | Slowenien A. Nylaander (10:27) S. Confidenti (21:54) | Suwon Ice Rink, Suwon Zuschauer: 200 |

| 22. April 2023 15:45 Uhr | 22. April 2023 8:45 Uhr | Südkorea Park J.-a. (14:32) Kim H.-w. (29:43) Han S.-j. (39:59) | 3:2 (1:0, 2:2, 0:0) Spielbericht | Großbritannien K. Marsden (28:39) K. Gale (32:30) | Suwon Ice Rink, Suwon Zuschauer: 1.700 |

| 22. April 2023 19:15 Uhr | 22. April 2023 12:15 Uhr | Kasachstan D. Moldabai (6:30) A. Golotwina (54:41) | 2:3 (1:1, 0:0, 1:2) Spielbericht | Polen C. Chrapek (12:40) C. Chrapek (40:32) K. Późniewska (59:22) | Suwon Ice Rink, Suwon Zuschauer: 200 |

| 23. April 2023 12:15 Uhr | 23. April 2023 5:15 Uhr | Großbritannien L. Beal (3:07) K. Marsden (23:43) A. Headland (55:13) | 3:4 n. P. (1:0, 1:2, 1:1, 0:0, 0:1) Spielbericht | Slowenien A. Nylaander (22:33) P. Pren (25:58) S. Confidenti (56:10) S. Confidenti (PS) | Suwon Ice Rink, Suwon Zuschauer: 100 |

| 23. April 2023 15:45 Uhr | 23. April 2023 8:45 Uhr | Kasachstan L. Swiridowa (9:13) | 1:2 (1:1, 0:0, 0:1) Spielbericht | Südkorea Han S.-j. (4:09) Kim H.-w. (56:23) | Suwon Ice Rink, Suwon Zuschauer: 2.300 |

| 23. April 2023 19:15 Uhr | 23. April 2023 12:15 Uhr | Polen K. Późniewska (31:14) | 1:0 (0:0, 1:0, 0:0) Spielbericht | Italien | Suwon Ice Rink, Suwon Zuschauer: 200 |

| Pl. |                | Sp | S | OTS | OTN | N | Tore  | Punkte |
| 1.  | Südkorea       | 5  | 4 | 1   | 0   | 0 | 15:06 | 14     |
| 2.  | Polen          | 5  | 4 | 0   | 0   | 1 | 08:07 | 12     |
| 3.  | Italien        | 5  | 3 | 0   | 1   | 1 | 10:05 | 10     |
| 4.  | Slowenien      | 5  | 1 | 1   | 0   | 3 | 10:14 | 5      |
| 5.  | Großbritannien | 5  | 1 | 0   | 1   | 3 | 07:11 | 4      |
| 6.  | Kasachstan     | 5  | 0 | 0   | 0   | 5 | 04:11 | 0      |

Abkürzungen: Pl. = Platz, Sp = Spiele, S = Siege, OTS = Siege nach Verlängerung (Overtime) oder Penaltyschießen, OTN = Niederlagen nach Verlängerung oder Penaltyschießen, N = Niederlagen

Erläuterungen: Aufsteiger in die Division IA, Absteiger in die Division IIA

#### Division-IB-Siegermannschaft
| Division-IB-Aufsteiger Südkorea | Choi Ji-yeon, Choi Sie-un, Han Soo-jin, Huh Eun-bee, Danelle Im, Jung Si-yung, Nara Kang, Kang Si-hyun, Kim Do-won, Kim Hee-won, Kim Se-lin, Kim Tae-yeon, Lee Eun-ji, Lee Eun-ji, Lee So-jung, Park Chae-lin, Park Ji-yoon, Park Jong-ah, Park Jong-ju, Park Ye-eun, Park Yoon-jung, Song Yun-ha Cheftrainer: Kim Do-yun |

### Auf- und Abstieg
| Absteiger in die Division IA:   | Ungarn, Frankreich            |
| Aufsteiger in die Top-Division: | Volksrepublik China, Dänemark |
| Absteiger in die Division IB:   | Slowakei                      |
| Aufsteiger in die Division IA:  | Südkorea                      |
| Absteiger in die Division IIA:  | Kasachstan                    |
| Aufsteiger in die Division IB:  | Lettland                      |

## Division II

### Gruppe A in Mexiko-Stadt, Mexiko
Das Turnier der Gruppe A der Division II wurde vom 2. bis 7. April 2023 in der mexikanischen Hauptstadt ausgetragen. Die Spiele fanden in der Pista de Hielo Santa Fe statt. Der lettischen Mannschaft gelang durch einen 4:1-Erfolg am letzten Spieltag gegen Spanien nach vier Jahren der Wiederaufstieg in die Division I.
| 2. April 2023 14:00 Uhr (Ortszeit) | 2. April 2023 22:00 Uhr (MESZ) | Lettland | 3:2 (0:1, 2:0, 1:1) Spielbericht | Republik China (Taiwan) | Pista de Hielo Santa Fe, Mexiko-Stadt Zuschauer: 108 |

| 2. April 2023 18:30 Uhr | 3. April 2023 2:30 Uhr | Mexiko | 0:6 (0:4, 0:1, 0:1) Spielbericht | Spanien | Pista de Hielo Santa Fe, Mexiko-Stadt Zuschauer: 716 |

| 3. April 2023 18:30 Uhr | 4. April 2023 2:30 Uhr | Island | 2:3 (0:1, 1:1, 1:1) Spielbericht | Mexiko | Pista de Hielo Santa Fe, Mexiko-Stadt Zuschauer: 682 |

| 4. April 2023 14:00 Uhr | 4. April 2023 22:00 Uhr | Spanien | 2:0 (0:0, 2:0, 0:0) Spielbericht | Republik China (Taiwan) | Pista de Hielo Santa Fe, Mexiko-Stadt Zuschauer: 128 |

| 4. April 2023 18:30 Uhr | 5. April 2023 2:30 Uhr | Island | 0:6 (0:3, 0:1, 0:2) Spielbericht | Lettland | Pista de Hielo Santa Fe, Mexiko-Stadt Zuschauer: 127 |

| 5. April 2023 18:30 Uhr | 6. April 2023 2:30 Uhr | Mexiko | 0:8 (0:1, 0:4, 0:3) Spielbericht | Lettland | Pista de Hielo Santa Fe, Mexiko-Stadt Zuschauer: 708 |

| 6. April 2023 14:00 Uhr | 6. April 2023 22:00 Uhr | Spanien | 8:2 (1:1, 3:0, 4:1) Spielbericht | Island | Pista de Hielo Santa Fe, Mexiko-Stadt Zuschauer: 116 |

| 6. April 2023 18:30 Uhr | 7. April 2023 2:30 Uhr | Republik China (Taiwan) | 0:2 (0:1, 0:1, 0:0) Spielbericht | Mexiko | Pista de Hielo Santa Fe, Mexiko-Stadt Zuschauer: 782 |

| 7. April 2023 14:00 Uhr | 7. April 2023 22:00 Uhr | Lettland | 4:1 (1:0, 1:0, 2:1) Spielbericht | Spanien | Pista de Hielo Santa Fe, Mexiko-Stadt Zuschauer: 295 |

| 7. April 2023 18:30 Uhr | 8. April 2023 2:30 Uhr | Republik China (Taiwan) | 3:2 n. P. (1:2, 1:0, 0:0, 0:0, 1:0) Spielbericht | Island | Pista de Hielo Santa Fe, Mexiko-Stadt Zuschauer: 278 |

| Pl. |                         | Sp | S | OTS | OTN | N | Tore  | Punkte |
| 1.  | Lettland                | 4  | 4 | 0   | 0   | 0 | 21:03 | 12     |
| 2.  | Spanien                 | 4  | 3 | 0   | 0   | 1 | 17:06 | 9      |
| 3.  | Mexiko                  | 4  | 2 | 0   | 0   | 2 | 05:16 | 6      |
| 4.  | Republik China (Taiwan) | 4  | 0 | 1   | 0   | 3 | 05:09 | 2      |
| 5.  | Island                  | 4  | 0 | 0   | 1   | 3 | 06:20 | 1      |
| –   | Nordkorea               | –  | – | –   | –   | – | –0:0– | –      |

Abkürzungen: Pl. = Platz, Sp = Spiele, S = Siege, OTS = Siege nach Verlängerung (Overtime) oder Penaltyschießen, OTN = Niederlagen nach Verlängerung oder Penaltyschießen, N = Niederlagen

Erläuterungen: Aufsteiger in die Division IB, Teilnahmeverzicht und Absteiger in die Division IIB

#### Division-IIA-Siegermannschaft
| Division-IIA-Aufsteiger Lettland | Karīna Aņisimova, Agnese Apsīte, Kristiāna Apsīte, Aija Balode, Emīlija Jakovļeva, Ksenija Kezika, Evelīna Kolīte, Anna Kubliņa, Anna Lagzdiņa, Elizabete Lukašēviča, Līga Miljone, Samanta Pudule, Sabīne Kate Rubīna, Linda Rulle, Anna Šalašova, Madara Saulīte, Karīna Šilajāne, Jeļizaveta Stadņika, Hanna Štrause, Krista Yip-Chuck, Luīze Zemesarāja Cheftrainer: Hannu Saintula |

### Gruppe B in Kapstadt, Südafrika
Das Turnier der Gruppe B der Division II wurde vom 20. bis 26. Februar in der südafrikanischen Hafenstadt Kapstadt ausgetragen. Die Spiele fanden in der 2.800 Zuschauer fassenden Grand West Ice Station statt. Die Türkei zog ihre Teilnahme aufgrund des schweren Erdbebens im Land am 15. Februar 2023 zurück. Insgesamt besuchten 1.700 Zuschauer die zehn Turnierspiele, was einem Schnitt von 170 pro Partie entspricht. Die Belgierinnen, gerade erst im Vorjahr aus der Division III aufgestiegen, konnten sich bereits nach drei von vier Spielen den Aufstieg in die A-Gruppe sichern. Die kroatische Mannschaft musste punktlos den Abstieg in die Division III hinnehmen. Das entscheidende Spiel wurde knapp mit 1:2 gegen die Gastgeberinnen verloren.
| 20. Februar 2023 16:00 Uhr (Ortszeit) | Kroatien | 1:15 (1:4, 0:3, 0:8) Spielbericht | Neuseeland | Grand West Ice Station, Kapstadt Zuschauer: 30 |

| 20. Februar 2023 20:00 Uhr | Australien | 10:0 (2:0, 5:0, 3:0) Spielbericht | Südafrika | Grand West Ice Station, Kapstadt Zuschauer: 300 |

| 21. Februar 2023 20:00 Uhr | Belgien | 10:1 (3:0, 3:1, 4:0) Spielbericht | Kroatien | Grand West Ice Station, Kapstadt Zuschauer: 50 |

| 22. Februar 2023 16:00 Uhr | Belgien | 1:0 (0:0, 1:0, 0:0) Spielbericht | Australien | Grand West Ice Station, Kapstadt Zuschauer: 50 |

| 22. Februar 2023 20:00 Uhr | Neuseeland | 5:1 (2:0, 1:0, 2:1) Spielbericht | Südafrika | Grand West Ice Station, Kapstadt Zuschauer: 300 |

| 23. Februar 2023 20:00 Uhr | Kroatien | 0:19 (0:2, 0:12, 0:5) Spielbericht | Australien | Grand West Ice Station, Kapstadt Zuschauer: 30 |

| 24. Februar 2023 16:00 Uhr | Neuseeland | 2:4 (2:1, 0:2, 0:1) Spielbericht | Belgien | Grand West Ice Station, Kapstadt Zuschauer: 40 |

| 24. Februar 2023 20:00 Uhr | Südafrika | 2:1 (2:0, 0:1, 0:0) Spielbericht | Kroatien | Grand West Ice Station, Kapstadt Zuschauer: 200 |

| 26. Februar 2023 14:00 Uhr | Australien | 5:2 (0:2, 3:0, 2:0) Spielbericht | Neuseeland | Grand West Ice Station, Kapstadt Zuschauer: 300 |

| 26. Februar 2023 18:00 Uhr | Südafrika | 1:4 (0:1, 1:2, 0:1) Spielbericht | Belgien | Grand West Ice Station, Kapstadt Zuschauer: 600 |

| Pl. |            | Sp | S | OTS | OTN | N | Tore  | Punkte |
| 1.  | Belgien    | 4  | 4 | 0   | 0   | 0 | 19:04 | 12     |
| 2.  | Australien | 4  | 3 | 0   | 0   | 1 | 34:03 | 9      |
| 3.  | Neuseeland | 4  | 2 | 0   | 0   | 2 | 24:11 | 6      |
| 4.  | Südafrika  | 4  | 1 | 0   | 0   | 3 | 04:20 | 3      |
| 5.  | Kroatien   | 4  | 0 | 0   | 0   | 4 | 03:46 | 0      |
| –   | Türkei     | –  | – | –   | –   | – | –0:0– | –      |

Abkürzungen: Pl. = Platz, Sp = Spiele, S = Siege, OTS = Siege nach Verlängerung (Overtime) oder Penaltyschießen, OTN = Niederlagen nach Verlängerung oder Penaltyschießen, N = Niederlagen

Erläuterungen: Aufsteiger in die Division IIA, Absteiger in die Division IIIA, Turnierabsage

#### Division-IIB-Siegermannschaft
| Division-IIB-Aufsteiger Belgien | Abby Azitemina Kudidila, Lena Bollen, Cato Boon, Femke Bosmans, Chinouk van Calster, Lotte de Guchtenaere, Ans van Hoof, Petra Horemans, Eline Leyen, Valentine Maka, Noor Meulebrouck, Nina von Orshaegen, Louise Paulissen, Fenna Sempels, Anke Steeno, Charlotte Swinnen, Audrey de Terwangne, Jirne Wagemans, Roosje Willemot, Renee de Wolf Cheftrainer: Tim Vos |

### Auf- und Abstieg
| Absteiger in die Division IIA:  | Kasachstan |
| Aufsteiger in die Division IB:  | Lettland   |
| Absteiger in die Division IIB:  | Nordkorea  |
| Aufsteiger in die Division IIA: | Belgien    |
| Absteiger in die Division IIIA: | Kroatien   |
| Aufsteiger in die Division IIB: | Hongkong   |

## Division III

### Gruppe A in Brașov, Rumänien
Das Turnier der Gruppe A der Division III wurde vom 3. bis 9. April 2023 in der rumänischen Stadt Brașov ausgetragen. Die Spiele fanden im 1.584 Zuschauer fassenden Patinoarul Olimpic statt und wurden von 2.260 Zuschauern besucht, was einem Schnitt von 151 Besuchern pro Spiel entspricht. Bereits nach vier Spielen stand der sofortige Wiederabstieg der Estinnen fest, die bis dahin sämtliche Spiele mit vier oder mehr Toren Differenz verloren hatten. Den Hongkong-Chinesinnen gelang trotz einer Niederlage nach Penaltyschießen gegen Litauen der erstmalige Aufstieg in die Division II, da das bis dahin ungeschlagene Team aus dem Baltikum seinerseits im abschließenden Spiel mit 1:2 gegen die Ukrainerinnen unterlag und auf den dritten Platz zurückfiel.
Im letzten und für den Ausgang letztlich unbedeutenden Turnierspiel zwischen den gastgebenden Rumäninnen und Bulgarien kam es nach der Schlusssirene zu Tumulten unter den Spielerinnen, sodass die Schiedsrichter insgesamt 554 Strafminuten verteilten.
| 3. April 2023 13:30 Uhr (Ortszeit) | Litauen | 6:0 (1:0, 3:0, 2:0) Spielbericht | Estland | Patinoarul Olimpic, Brașov Zuschauer: 50 |

| 3. April 2023 16:30 Uhr | Bulgarien | 2:6 (1:4, 1:1, 0:1) Spielbericht | Hongkong | Patinoarul Olimpic, Brașov Zuschauer: 50 |

| 3. April 2023 20:00 Uhr | Rumänien | 0:4 (0:1, 0:3, 0:0) Spielbericht | Ukraine | Patinoarul Olimpic, Brașov Zuschauer: 400 |

| 4. April 2023 13:00 Uhr | Estland | 2:6 (1:2, 1:3, 0:1) Spielbericht | Bulgarien | Patinoarul Olimpic, Brașov Zuschauer: 40 |

| 4. April 2023 16:30 Uhr | Ukraine | 1:2 (0:0, 0:0, 1:2) Spielbericht | Hongkong | Patinoarul Olimpic, Brașov Zuschauer: 80 |

| 4. April 2023 20:00 Uhr | Litauen | 5:2 (2:0, 1:2, 2:0) Spielbericht | Rumänien | Patinoarul Olimpic, Brașov Zuschauer: 90 |

| 6. April 2023 13:00 Uhr | Litauen | 8:2 (1:0, 4:2, 3:0) Spielbericht | Bulgarien | Patinoarul Olimpic, Brașov Zuschauer: 40 |

| 6. April 2023 16:30 Uhr | Ukraine | 5:0 (3:0, 2:0, 0:0) Spielbericht | Estland | Patinoarul Olimpic, Brașov Zuschauer: 200 |

| 6. April 2023 20:00 Uhr | Rumänien | 1:3 (0:0, 0:1, 1:2) Spielbericht | Hongkong | Patinoarul Olimpic, Brașov Zuschauer: 200 |

| 7. April 2023 13:00 Uhr | Bulgarien | 3:10 (1:3, 1:3, 1:4) Spielbericht | Ukraine | Patinoarul Olimpic, Brașov Zuschauer: 100 |

| 7. April 2023 16:30 Uhr | Hongkong | 4:5 n. P. (1:0, 2:1, 1:3, 0:0, 0:1) Spielbericht | Litauen | Patinoarul Olimpic, Brașov Zuschauer: 80 |

| 7. April 2023 20:00 Uhr | Estland | 0:4 (0:0, 0:0, 0:4) Spielbericht | Rumänien | Patinoarul Olimpic, Brașov Zuschauer: 200 |

| 9. April 2023 13:00 Uhr | Hongkong | 3:0 (1:0, 0:0, 2:0) Spielbericht | Estland | Patinoarul Olimpic, Brașov Zuschauer: 50 |

| 9. April 2023 16:30 Uhr | Ukraine | 2:1 (0:0, 1:0, 1:1) Spielbericht | Litauen | Patinoarul Olimpic, Brașov Zuschauer: 430 |

| 9. April 2023 20:00 Uhr | Rumänien | 10:2 (1:1, 2:0, 7:1) Spielbericht | Bulgarien | Patinoarul Olimpic, Brașov Zuschauer: 250 |

| Pl. |           | Sp | S | OTS | OTN | N | Tore  | Punkte |
| 1.  | Hongkong  | 5  | 4 | 0   | 1   | 0 | 18:09 | 13     |
| 2.  | Ukraine   | 5  | 4 | 0   | 0   | 1 | 22:06 | 12     |
| 3.  | Litauen   | 5  | 3 | 1   | 0   | 1 | 25:10 | 11     |
| 4.  | Rumänien  | 5  | 2 | 0   | 0   | 3 | 17:14 | 6      |
| 5.  | Bulgarien | 5  | 1 | 0   | 0   | 4 | 15:36 | 3      |
| 6.  | Estland   | 5  | 0 | 0   | 0   | 5 | 02:24 | 0      |

Abkürzungen: Pl. = Platz, Sp = Spiele, S = Siege, OTS = Siege nach Verlängerung (Overtime) oder Penaltyschießen, OTN = Niederlagen nach Verlängerung oder Penaltyschießen, N = Niederlagen

Erläuterungen: Aufsteiger in die Division IIB, Absteiger in die Division IIIB

#### Division-IIIA-Siegermannschaft
| Division-IIIA-Aufsteiger Hongkong | Chloe Chan, Sumi Chau, Katrina Cheng, Estelle Ip, Ophelia Kwok, Andrea Lam, Yeuk-ting Lau, Chung-kiu Lee, Aman Leung, Adrienne Li, Corinna Li, Iris Li, Keira Mok, Renee Ng, Hikki So, Joaquina Yuen, Apple Wang, Charleen Wong, Clarina Wong, Tracy Wong Cheftrainer: Nikita Smirnow |

### Gruppe B in Tnuvot, Israel
Das Turnier der Gruppe B der Division III wurde vom 26. bis 31. März 2023 in der israelischen Ortschaft Tnuvot, die administrativ zu Lev haScharon gehört, ausgetragen. Die Spiele fanden in der 1.500 Zuschauer fassenden OneIce Arena statt. Es war wettbewerbsübergreifend das erste WM-Turnier in Israel seit den 1990er Jahren. Aufgrund der geringen Teilnehmerzahl von drei Mannschaften wurde das Turnier in einer Doppelrunde ausgetragen. Insgesamt besuchten 855 Zuschauer die sechs Turnierspiele, was einem Schnitt von 143 je Spiel entspricht. Bereits vor dem letzten Spiel standen die Serbinnen als Aufsteiger in die A-Gruppe fest.
| 26. März 2023 19:00 Uhr (Ortszeit) | Serbien | 5:1 (1:0, 2:0, 2:1) Spielbericht | Israel | OneIce Arena, Tnuvot Zuschauer: 150 |

| 27. März 2023 19:00 Uhr | Israel | 2:4 (0:0, 2:2, 0:2) Spielbericht | Bosnien und Herzegowina | OneIce Arena, Tnuvot Zuschauer: 182 |

| 28. März 2023 19:00 Uhr | Serbien | 12:1 (5:0, 4:0, 3:1) Spielbericht | Bosnien und Herzegowina | OneIce Arena, Tnuvot Zuschauer: 52 |

| 29. März 2023 19:00 Uhr | Israel | 0:9 (0:3, 0:2, 0:4) Spielbericht | Serbien | OneIce Arena, Tnuvot Zuschauer: 137 |

| 30. März 2023 17:00 Uhr | Bosnien und Herzegowina | 1:4 (0:1, 0:0, 1:4) Spielbericht | Israel | OneIce Arena, Tnuvot Zuschauer: 201 |

| 31. März 2023 14:00 Uhr | Bosnien und Herzegowina | 0:11 (0:4, 0:2, 0:5) Spielbericht | Serbien | OneIce Arena, Tnuvot Zuschauer: 133 |

| Pl. |                         | Sp | S | OTS | OTN | N | Tore  | Punkte |
| 1.  | Serbien                 | 4  | 4 | 0   | 0   | 0 | 37:02 | 12     |
| 2.  | Israel                  | 4  | 1 | 0   | 0   | 3 | 07:19 | 3      |
| 3.  | Bosnien und Herzegowina | 4  | 1 | 0   | 0   | 2 | 06:29 | 3      |

Abkürzungen: Pl. = Platz, Sp = Spiele, S = Siege, OTS = Siege nach Verlängerung (Overtime) oder Penaltyschießen, OTN = Niederlagen nach Verlängerung oder Penaltyschießen, N = Niederlagen

Erläuterungen: Aufsteiger in die Division IIIA

#### Division-IIIB-Siegermannschaft
| Division-IIIB-Aufsteiger Serbien | Anastasija Benčić, Katarina Čičmić, Sanela Cormaković, Petra Gladić, Dana Ilić, Iva Ivanov, Tamara Katarić, Jovana Korica, Viktoria Koso, Ksenija Milisić, Ana Milodanović, Jovana Popov, Hanna Rač Sabo, Lila Rač Sabo, Jana Radović, Elena Sekulić, Sara Stantić, Ivett Vastag, Milica Velček, Valentina Vrhoci, Andjelija Vucković Cheftrainer: Ilija Čuković |

### Auf- und Abstieg
| Absteiger in die Division IIIA:  | Kroatien |
| Aufsteiger in die Division IIB:  | Hongkong |
| Absteiger in die Division IIIB:  | Estland  |
| Aufsteiger in die Division IIIA: | Serbien  |